# Berzo Demo
Berzo Demo (im camunischen Dialekt Bèrs Dém) ist eine Gemeinde in der Provinz Brescia in der Lombardei mit 1482 Einwohnern (Stand 31. Dezember 2023).
Berzo Demo liegt 86 km nördlich von Brescia im Valcamonica. Die Nachbargemeinden sind Cedegolo, Cevo, Malonno, Paisco Loveno, Sellero und Sonico.